# Mussaenda bonii
Mussaenda bonii är en måreväxtart som beskrevs av Charles-Joseph Marie Pitard. Mussaenda bonii ingår i släktet Mussaenda och familjen måreväxter. Inga underarter finns listade i Catalogue of Life.